# Lincolnton (Karolina Północna)
Lincolnton – miasto w Stanach Zjednoczonych, w stanie Karolina Północna, siedziba administracyjna hrabstwa Lincoln.